# Keminmaa
Keminmaa, jusqu'en 1979 commune rurale de Kemi (finnois : Kemin maalaiskunta), est une municipalité du nord-ouest de la Finlande, en Laponie.

## Géographie
Keminmaa entoure la  ville de Kemi (d'où son nom de municipalité rurale de Kemi qu'elle a changé en 1980). Bordée par le Golfe de Botnie à l'embouchure de la Kemijoki, elle est bordée par les communes de Tornio à l'ouest, Tervola au nord, Simo à l'est et bien sûr Kemi au sud.
Keminmaa est traversée par la nationale 29.
La Kemijoki est barrée juste avant son embouchure par le grand barrage d'Isohaara, l'usine hydroélectrique ayant une puissance de 106 mégawatts.
Une échelle à saumons de 230 mètres de long et 12 mètres de dénivelé permet quand même aux poissons de remonter le fleuve.
La commune abrite l'unique mine de ferrochrome d'Europe (Elijärvi), propriété du groupe Outokumpu, le minerai étant traité dans la zone industrielle de Kemi.

## Démographie
Depuis 1980, la démographie de Keminmaa a évolué comme suit, :
| Année      | 1980  | 1985  | 1990  | 1995  | 2000  | 2005  |
| ---------- | ----- | ----- | ----- | ----- | ----- | ----- |
| population | 7 721 | 8 798 | 9 143 | 9 411 | 8 930 | 8 926 |

| Année      | 2010  | 2015  | 2020  |
| ---------- | ----- | ----- | ----- |
| population | 8 573 | 8 388 | 8 067 |

## Politique et administration

### Conseil municipal
Les sièges des 31 conseillers municipaux sont répartis comme suit:
| Parti                           | Parti                                   | Sièges 2021–2025 |
| ------------------------------- | --------------------------------------- | ---------------- |
|                                 | Parti social-démocrate de Finlande      | 0                |
|                                 | Vrais Finlandais                        | 4                |
|                                 | Parti de la Coalition nationale         | 2                |
|                                 | Parti du centre                         | 10               |
|                                 | Ligue verte                             | 1                |
|                                 | Alliance de gauche                      | 6                |
|                                 | Chrétiens-démocrates                    | 0                |
|                                 | Keminmaalaisten Parhaaksi - yhteislista | 8                |
| Sources: tulospalvelu.vaalit.fi |                                         |                  |

### Subdivisions administratives
Les deux agglomérations de Keminmaa sont Kemin keskustaajama et Koroiskylä.
Keminmaa compte les villages suivants : Hirmula, Ilmola, Itäkoski, Jokisuu, Laurila, Lautiosaari, Liedakkala, Maula, Pörhölä, Ruottala, Sompujärvi, Törmä, Viitakoski, Lassila et Länsikoski.

## Histoire
La première mention du site date de 1519, avec la construction de la vieille église. Une nouvelle église a été construite par Carl Ludwig Engel en 1827.

## Transports

### Transports routiers
Keminmaa est traversée par les routes nationales 4 et 29  ainsi que par les routes régionales 921 et 926.
Keminmaa est sur la route côtière d'Ostrobotnie.

### Transports ferroviaires
Keminmaa est sur la ligne Laurila–Kelloselkä et la ligne Oulu-Tornio.

## Lieux et monuments
- Centrale hydroélectrique d'Isohaara
- Nouvelle église de Keminmaa.
- Centrale hydroélectrique d'Isohaara.
- Aéroport de Kemi-Tornio.
- Centrale hydroélectrique de Taivalkoski.
- Ancienne église de Keminmaa.

## Personnalités
- Peter Franzén, acteur
- Urho Knuuti, député
- Ari Koch, sculpteur
- Veikko Lesonen, homme d'affaires
- Markus Pessa, professeur
- Hannu Tihinen, footballeur
- Otto Vallenius, peintre
- Paavo Väyrynen, homme politique

## Jumelages
| Ville | Ville             | Pays | Pays        |
| ----- | ----------------- | ---- | ----------- |
|       | Liptovský Mikuláš |      | Slovaquie   |
|       | Luleå             |      | Suède       |
|       | Newtownards       |      | Royaume-Uni |
|       | Székesfehérvár    |      | Hongrie     |
|       | Tanga             |      | Tanzanie    |
|       | Tromsø            |      | Norvège     |
|       | Volgograd         |      | Russie      |
|       | Wismar            |      | Allemagne   |
|       | Wuhan             |      | Chine       |

## Galerie

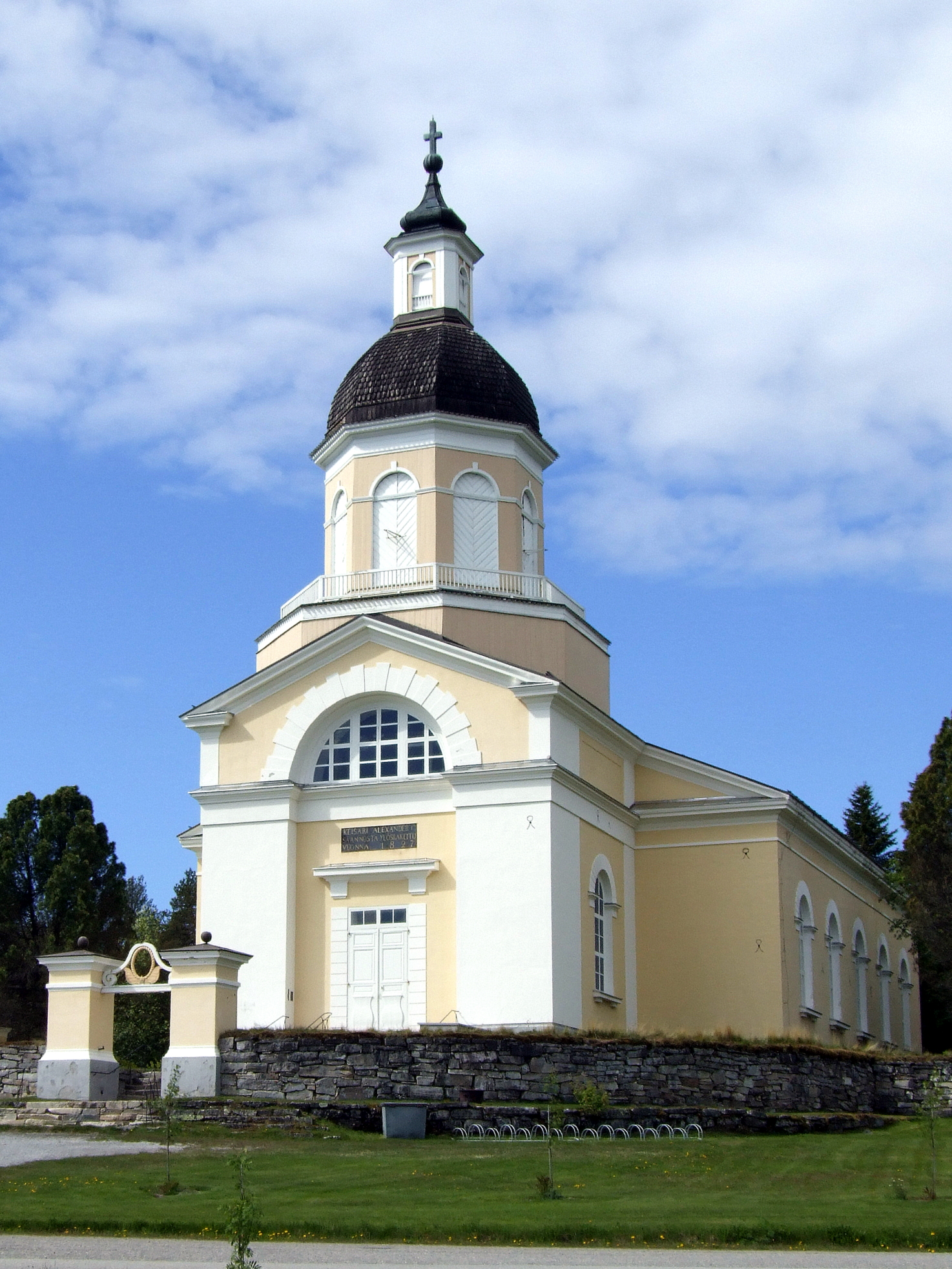
Nouvelle église de Keminmaa.
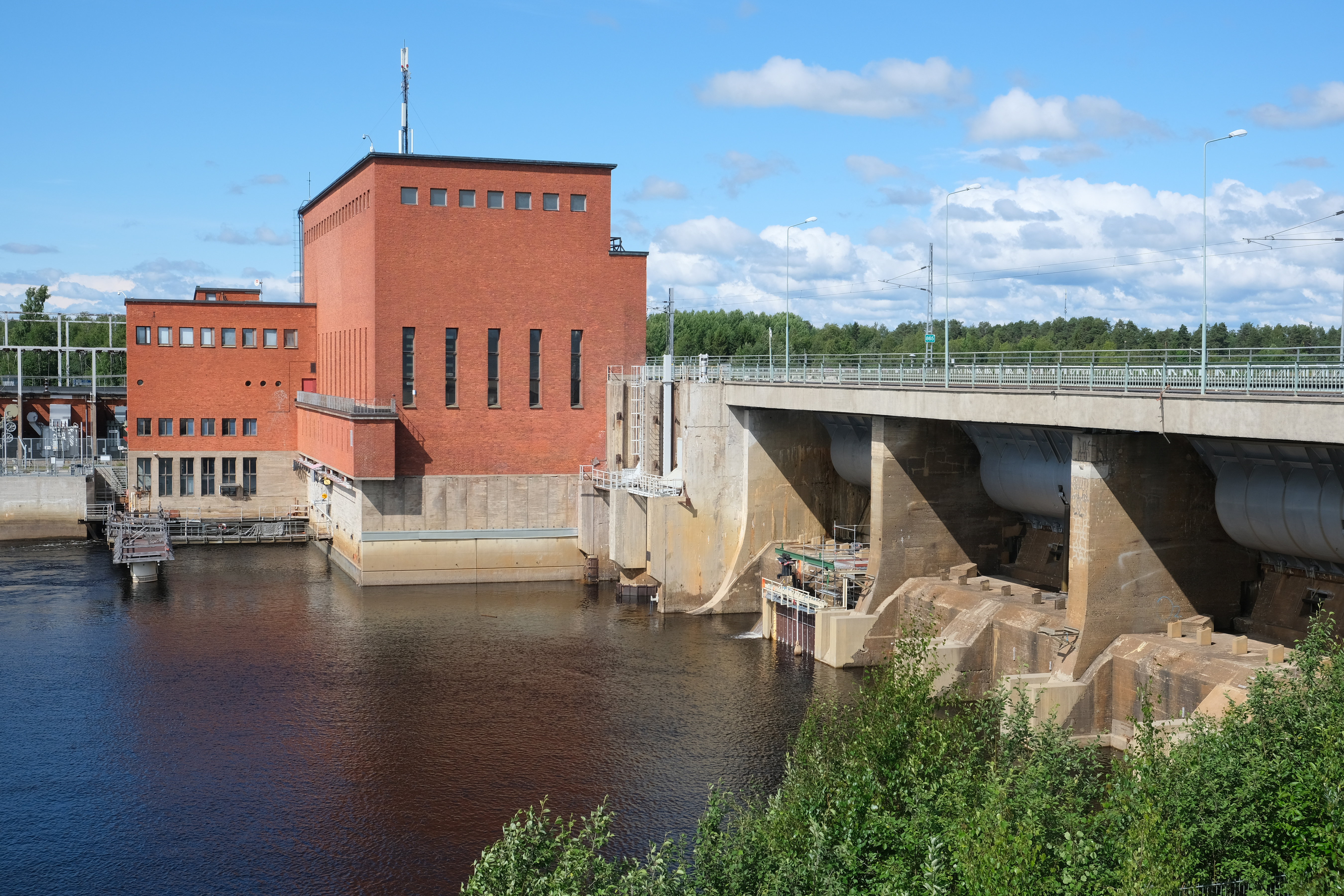
Centrale hydroélectrique d'Isohaara.
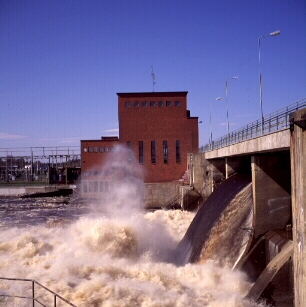
Centrale hydroélectrique d'Isohaara.

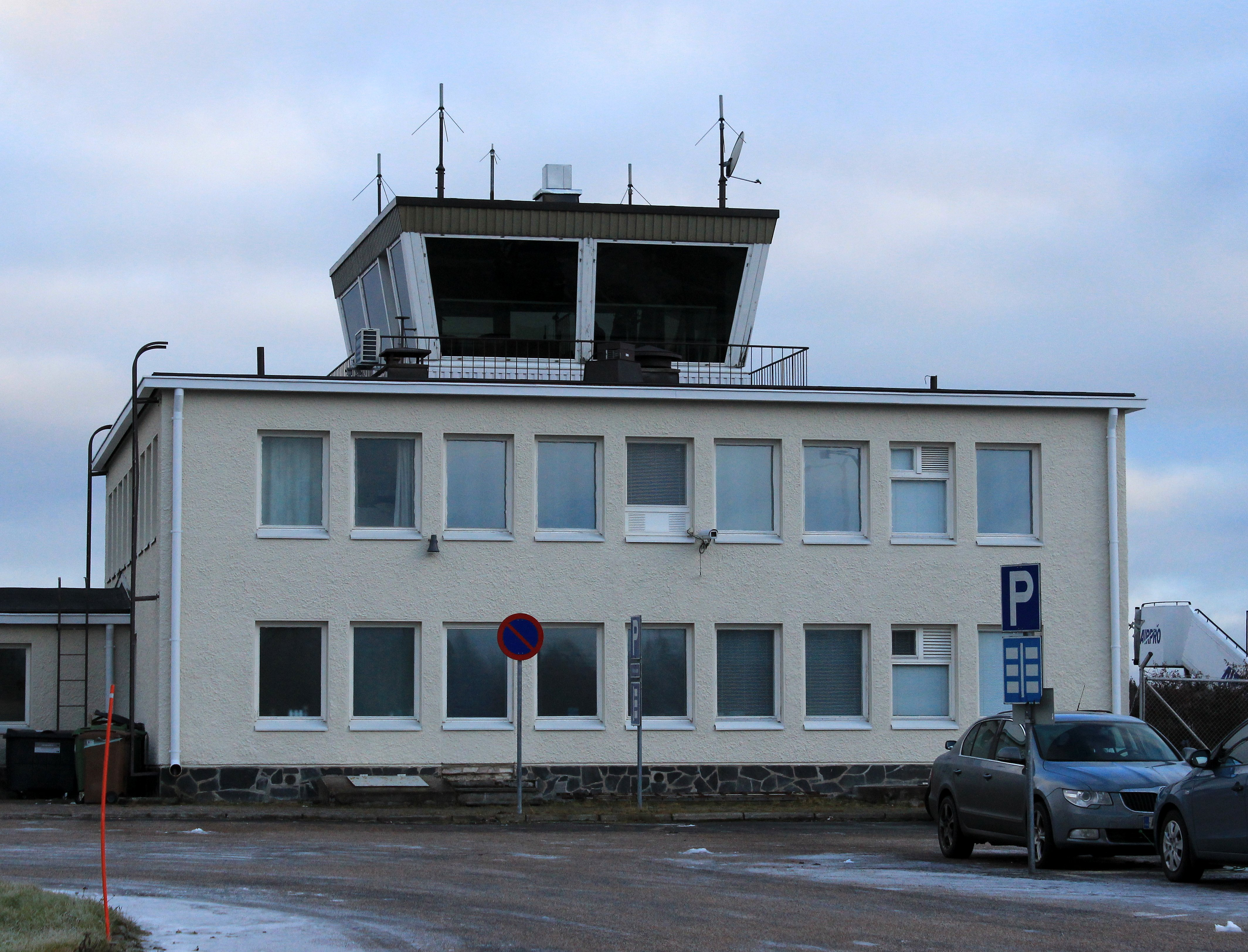
Aéroport de Kemi-Tornio.
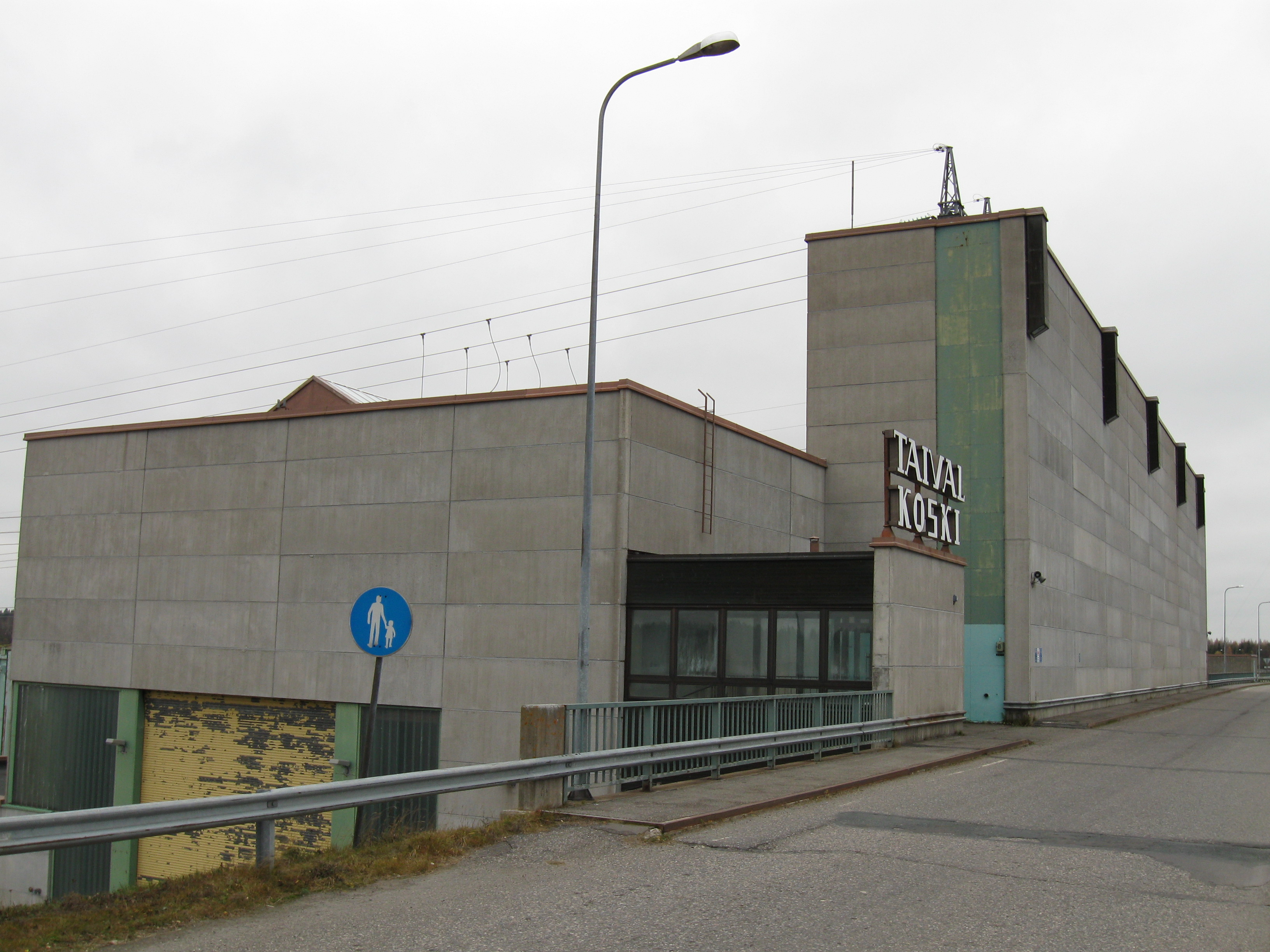
Centrale hydroélectrique de Taivalkoski.
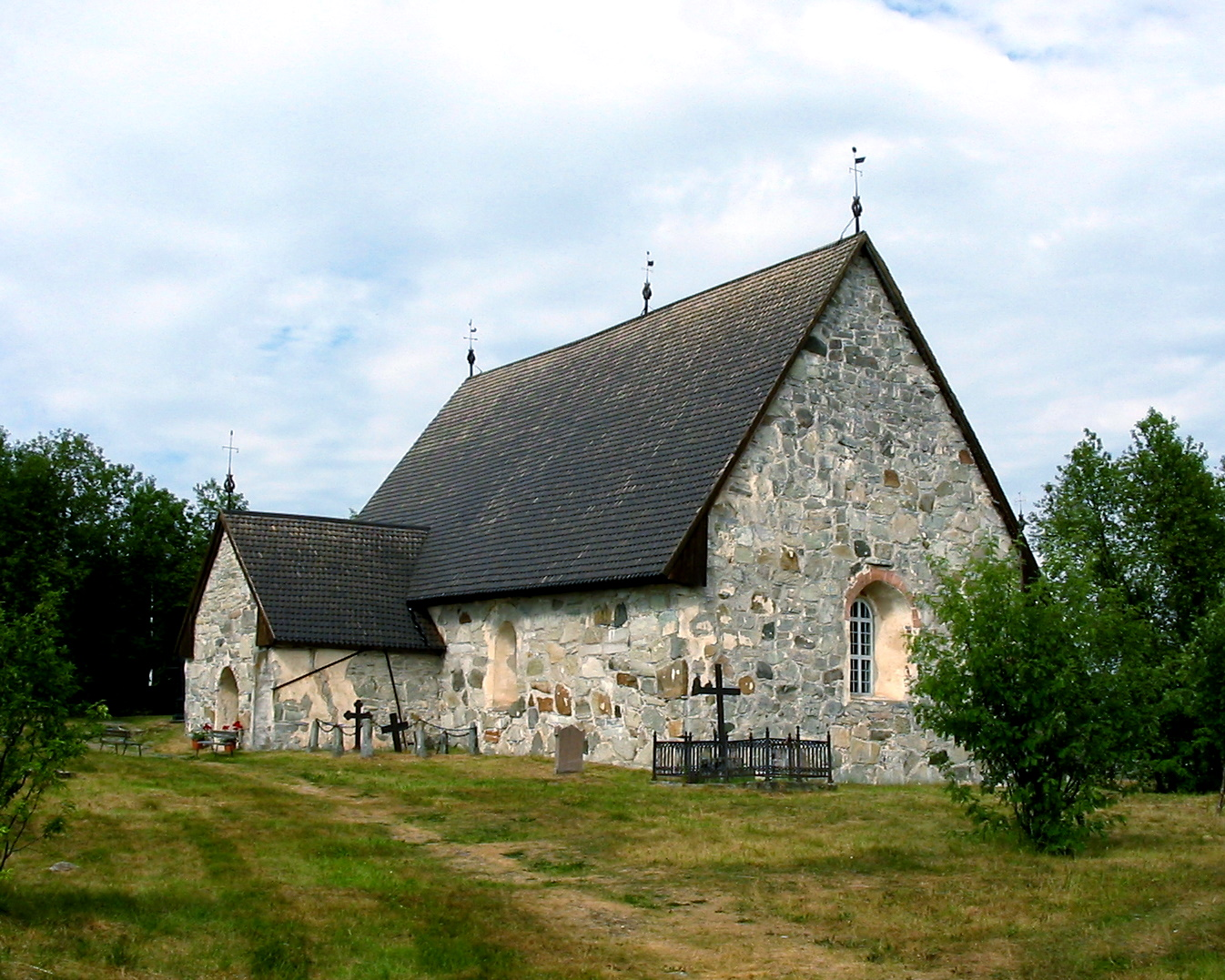
Ancienne église de Keminmaa.